# أونور بلاكمان
أونور بلاكمان (بالإنجليزية: Honor Blackman) هي مغنية وممثلة بريطانية، ولدت في 22 أغسطس 1925 بلندن في المملكة المتحدة. بدأت مشوارها المهني سنة 1947.

## أعمال

### أفلام
- (1963) جيسون والمغامرون
- (1964) إصبع الذهب[10][11]
- (2001) مذكرات بريدجيت جونز[12]
- (2002) أمسكني لو استطعت[13]

## وصلات خارجية
- أونور بلاكمان على موقع IMDb (الإنجليزية)
- أونور بلاكمان على موقع الموسوعة البريطانية (الإنجليزية)
- أونور بلاكمان على موقع روتن توميتوز (الإنجليزية)
- أونور بلاكمان على موقع ألو سيني (الفرنسية)
- أونور بلاكمان على موقع ميوزك برينز (الإنجليزية)
- أونور بلاكمان على موقع أول موفي (الإنجليزية)
- أونور بلاكمان على موقع قاعدة بيانات الأفلام السويدية (السويدية)
- أونور بلاكمان على موقع إن إن دي بي (الإنجليزية)
- أونور بلاكمان على موقع أول ميوزيك (الإنجليزية)
- أونور بلاكمان على موقع ديسكوغز (الإنجليزية)